# Груша лесная
Гру́ша лесна́я (лат. Pýrus commúnis subsp. pyráster) — подвид груши обыкновенной.

## Ботаническая классификация
Деревья достигают высоты 20 м, встречаются также кустарники высотой от 2 до 4 м.
Груша лесная имеет серую, с небольшими чешуйками кору.
Цветёт с апреля по май.

## Распространение и среда обитания
Растения могут достигать возраста 100—150 лет.
Дерево распространено в богатых питательными веществами и тёплых пойменных лесах Центральной Европы, а также в лесостепной зоне Восточной Европы. Культурная форма встречается повсеместно.

## Хозяйственное значение и применение
От лесной груши были выведены сотни культурных сортов с более мягкими и вкусными плодами.
Древесина лесной груши тяжёлая, малоэластичная, но прочная и пригодная к полировке. Может использоваться при столярной, токарной и резной работе. В прошлом применялась как имитатор эбенового дерева.